# Blangy-sur-Ternoise
Blangy-sur-Ternoise is een gemeente in het Franse departement Pas-de-Calais (regio Hauts-de-France) en telt 759 inwoners (2004). De plaats maakt deel uit van het arrondissement Montreuil. In de gemeente ligt spoorwegstation Blangy-sur-Ternoise.

## Geografie
De oppervlakte van Blangy-sur-Ternoise bedraagt 11,7 km², de bevolkingsdichtheid is 64,9 inwoners per km².
De onderstaande kaart toont de ligging van Blangy-sur-Ternoise met de belangrijkste infrastructuur en aangrenzende gemeenten.

## Demografie
Onderstaande figuur toont het verloop van het inwonertal (bron: INSEE-tellingen).